# Секунда
Секу́нда (позначення с, міжнародне s) — одиниця вимірювання часу у системі SI та системі СГС. Становить 1/60 частину хвилини або 1/3600 частину години, практично дорівнює 1/86 400 частині сонячної доби (86 400 = 24 × 60 × 60).

## Еталон секунди
Сучасне визначення еталона секунди було ухвалене на XXVI Генеральній конференції мір і ваг 2018 року і набуло чинності 20 травня 2019 року:
|                                                                                         | Секунда (позначення — с) є одиницею часу в SI. Її визначено як фіксоване числове значення цезієвої частоти {\displaystyle \Delta \nu _{Cs}}, незбуреної частоти переходу між двома рівнями надтонкої структури основного стану атома цезію-133, яке дорівнює точно 9 192 631 770, виражене в одиницях Гц, що відповідає с−1. Оригінальний текст (англ.) The second, symbol s, is the SI unit of time. It is defined by taking the fixed numerical value of the caesium frequency {\displaystyle \Delta \nu _{Cs}}, the unperturbed ground-state hyperfine transition frequency of the caesium 133 atom, to be 9 192 631 770 when expressed in the unit Hz, which is equal to s–1. |
| — 2.3 Definitions of the SI units // The International System of Units (SI), стор. 130. | |

Це визначення передбачає точне значення {\displaystyle \Delta \nu _{Cs}}= 9 192 631 770 Гц. В оберненому вигляді це відношення дає вираз для одиниці секунди через визначальну константу {\displaystyle \Delta \nu _{Cs}}:
1 Гц ={\displaystyle {\frac {\Delta \nu _{Cs}}{9192631770}}} або 1 с ={\displaystyle {\frac {9192631770}{\Delta \nu _{Cs}}}}
Сутність цього визначення зводиться, до варіанту, який був і до цього:
| Секунда дорівнює тривалості 9192631770 періодів випромінювання, що відповідає переходу між двома надтонкими рівнями основного стану атома 133Cs. |

## Історія

Світло блимає приблизно один раз на секунду

### До появи механічного годинника
Вважається, що винайшли секунду шумери в Месопотамії. Вони користувалися шістдесятковою системою числення, від якої до нас дійшли «дюжина» і «градус». Чому саме шістдесятковою, точно невідомо. Серед можливих припущень те, що вони бачили особливу містику в числі 60 або те, що замість числення на 10 пальцях, рахували на фалангах пальців. Число 60, втім, зручне для основи числення тим, що воно ділиться без остачі на 2, 3, 4, 5, 6, і таким чином дозволяє легко обчислювати дробові частини.
Шумери ділили коло на 360 частин, а найдрібнішу частину свого кола вони назвали «геш». Це слово у них означало одиницю будь-чого (одна людина (чоловік) — геш, одиниця часу — геш). Але оскільки цей останній геш вони вимірювати не могли, то він довго був непотрібним.
Мешканці Стародавнього Єгипту ділили денну й нічну частини доби кожну на 12 годин уже, принаймні, з 2000 року до н. е. Унаслідок того, що тривалість ночі й дня змінюється залежно від пори року, тривалість єгипетської години була величиною змінною.
Стародавні греки також не могли вимірювати час точніше хвилини. Гіппарх першим виміряв тривалість сонячного року і помилився всього на шість хвилин (Гіппархів цикл). Давньогрецькі астрономи Гіппарх і Птолемей поділяли добу з використанням шістдесяткової системи числения й також застосовували усереднену годину (1⁄24 доби), прості частки години (1⁄4, 2⁄3 тощо) і часові градуси (1⁄360 доби, або 4 сучасні хвилини), але не сучасні хвилини або секунди.
Римляни перейняли від греків (а ті — від шумерів) поділ кола на 60 частин, а далі поділ кожної частини ще на 60. Більша частина отримала назву «частина дрібна перша» (лат. pars minuta prima — хвилина), а наступна — «частина дрібна друга» (лат. pars minuta secunda — секунда).
Тодішні годинники, гномони та інші інструменти, секунд вимірювати не могли, тому вчені міркували про них тільки теоретично. До середини XV століття склалася загальна думка, що добу слід ділити на 24 години, годину — на 60 хвилин, а хвилину — на 60 секунд.

### Секунда в часи домінування механічного годинника
Відміряти секунди з достатньою точністю стало можливим з винайденням механічного годинника, що дозволяв підтримувати «середній час» (на противагу «відносному часу», котрий показував сонячний годинник).
Першим відомим екземпляром пружинного годинника із секундною стрілкою є годинник невідомого майстра із зображенням Орфея з колекції Фремерсдорфа, датований між 1560 та 1570 роками. У 3-й чверті XVI століття османський енциклопедист Такіюддін аш-Шамі створив годинник з відмітками кожної 1/5 частини хвилини. У 1579 році швейцарський годинникар і приладобудівник Йост Бюрґі сконструював годинник для ландграфа Вільгельма IV (нім. Wilhelm IV. von Hessen-Kassel), який показував секунди. У 1581 році данський вчений Тихо Браге переконструював годинник у своїй обсерваторії так, що він став показувати крім хвилин і секунди. Однак механізм ще не був настільки досконалим, щоб відміряти секунди з прийнятною точністю. У 1587 році Тихо Браге виявляв невдоволення, що покази його чотирьох годинників різняться один від одного на ± 4 секунди.

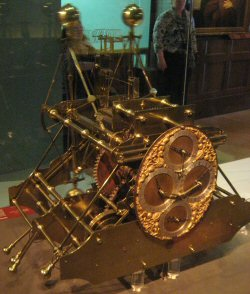
Перший морський хронометр (H1) Гаррісона (1735)

У 1644 році французький математик Марен Мерсенн розрахував, що маятник довжиною 39,1 дюйма (0,994 м) буде мати період коливань при стандартній гравітації точно 2 секунди — 1 секунду на рух вперед і 1 секунду на рух у зворотному напрямі, — дозволяючи відлічувати точні секунди. У 1670-му лондонський годинникар Вільям Клемент додав такий секундний маятник до маятникового годинника Християна Гюйгенса. З 1670 до 1680 року Клемент декілька разів удосконалював свій механізм, після чого представив зроблену ним годинникову шафу на суд громадськості. У цьому годиннику було застосовано механізм анкерного спуску з секундним маятником, й відлік секунд вівся на невеликому допоміжному циферблаті. Цей механізм завдяки меншому тертю потребував менших затрат енергії, ніж у попередній конструкції штирового спускового механізму, й був достатньо точним, щоб відміряти секунди як 1⁄60 частину від хвилини. Протягом декількох років виробництво таких годинників було освоєне англійськими годинникарями, а згодом поширилось і в інші країни. Отже з цього моменту постала можливість з належною точністю відміряти секунди.
Термін «секунда» (лат. secunda) набув використання у XVIII столітті як скорочення виразу secunda divisio (вторинний поділ спочатку градуса, а згодом і години). На цей час виникає практична потреба у ще точнішому годиннику. Мореплавці вже могли визначати географічну широту (за кутом підйому Сонця), але не вміли визначати довготу, і від цього нерідко втрачали орієнтування. Для визначення довготи потрібно було мати достатньо точний годинник, який би вів відлік часу порту, з якого корабель вийшов. Різниця між полуднем на годиннику та полуднем за сонцем визначала довготу. Але для цього потрібно було, щоб годинник при перевезенні мав точність ходу близько секунди і навіть менше. За вирішення такого завдання Британське адміралтейство оголосило у 1714 році нагороду у 20 000 фунтів за створення годинника, який дозволяв би визначати довготу з точністю до 1°. Впоратися із завданням зумів англійський годинникар Джон Гаррісон, що створив серію хронометрів з високою точністю ходу. Так секунда увійшла у науковий обіг.

### Еволюція еталона секунди
Спочатку еталон секунди ґрунтувався на астрономічних спостереженнях за обертанням Землі та її рухом навколо Сонця. Вважалося, що доба складається з 24 годин, година — з 60 хвилин, а секунда дорівнює 1/60 хвилини.
Однак, тривалість доби є не постійною величиною: вона дещо коливається впродовж року внаслідок нерівномірності орбітального руху Землі. Для побуту ця нерівномірність практично непомітна, однак для точних вимірювань тривалість доби доводилося усереднювати. Довгий час людство користувалося простим уявленням про секунду, як про 1/86400 частину середньої сонячної доби (86400 = 24 * 60*60), так званою сонячною секундою. Пізніше з'ясувалося, що в результаті припливного тертя швидкість обертання Землі навколо своєї осі поступово сповільнюється. Тому таке визначення секунди (через період обертання Землі) непридатне як еталон, оскільки його неможливо відтворити з потрібною точністю.

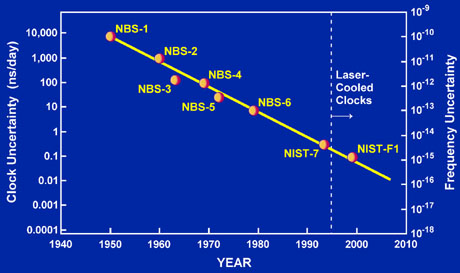
Діаграма, що ілюструє збільшення точності різних типів атомних годинників NIST залежно від року виготовлення

1955 року було розроблено високостабільні еталони частоти й нерівномірність обертання Землі стала вимірюваною величиною. Постало питання про заміну еталона секунди.
За основу для часового еталона 1956 року було обрано тривалість 1900-го тропічного року — секунду поклали рівною 1/31 556 925,9747 його частині на 12 годину 31 грудня 1899 року ефемеридного часу (так звана ефемеридна секунда).
До середини XX століття стало зрозумілим, що точність кращих годинників перевершила точність нашого природного еталону часу — доби. Можливості астрономічних методів вимірювання часу виявилися вичерпаними. Принципово нові й точніші методи вимірювання часу прийшли з радіоспектроскопії та квантової електроніки.
1965 року на XII Генеральної конференції з мір та ваг, а також Міжнародним комітетом мір та ваг було прийнято тимчасове визначення секунди, що ґрунтувалось на квантових стандартах частоти.
Тривалість атомної секунди було покладено рівною тривалості ефемеридної секунди (з точністю 2× 10-9).
Остаточний варіант визначення секунди було ухвалено 1967 року. Секунду визначено як 9 192 631 770 періодів випромінювання, яке відповідає переходу між двома надтонкими рівнями основного стану атома цезію-133, який перебуває в спокої, за нульової температури та відсутності зовнішнього магнітного поля.
Цезієвий еталон частоти забезпечує можливість відтворення одиниці часу — секунди та одиниці частоти — герца з відносною похибкою щонайбільше ±1×10−11[джерело?].
Таке визначення секунди не залежить від швидкості обертання Землі й може відтворюватися в будь-якій точці планети. Цезій-133 ─ єдиний стабільний ізотоп цезію зі 100-процентною поширеністю на Землі. Крім цезієвого як стандарт частоти, а значить і часу, (частота — величина, що є оберненою до періоду, тобто часу одного коливання) використовують також рубідієвий та водневий генератори.
У декларації Міжнародного комітету мір та ваг сказано, що еталон секунди:
|  | ...являє собою перехід між надтонкими рівнями F = 4, M = 0 та F = 3, M = 0 основного стану 2S1/2 атома цезію-133, не збуреного зовнішніми полями, і що частоті цього переходу приписується значення 9 192 631 770 герц. |

1997 року Міжнародний комітет мір і ваг (МКМВ) уточнив, що це визначення стосується атома цезію, який перебуває в спокої за температури 0 К, а 1999 року додав уточнення щодо відсутності впливу магнітного поля з навколишнього середовища.
3 квітня 2014 року NIST ввів у дію новий атомний годинник NIST-F2, який накопичує похибку в одну секунду протягом 300 мільйонів років. Згідно з повідомленням, новий годинник замінив попередню у тричі менш точну модель NIST-F1 і використовуватиметься як стандарт цивільного часу у США. Раніше дані про NIST-F2 були направлені до Міжнародного бюро мір і ваг у Парижі, яке визнало їх найточнішим справним атомним годинником у світі.
В Україні одиниці часу та частоти відтворюються і зберігаються спеціальними еталонами (первинним і вторинним). Створений у 1997 році в ННЦ «Інститут метрології» державний первинний еталон одиниць часу та частоти (ДПЕЧЧ) є сукупністю основних і допоміжних комплексів, що діють безперервно. Основу еталона становить група квантових зберігачів часу та частоти у складі одного цезієвого та декількох водневих стандартів частоти. За наслідками роботи групи зберігачів формується національна шкала координованого часу України UTC (UA). Розбіжність між національною шкалою координованого часу UTC (UA), відтворюваною державним первинним еталоном, і Міжнародною шкалою координованого часу UTC становить ±0,1 мкс. Державний первинний еталон одиниці часу та частоти є основою державної служби єдиного часу та еталонних частот в Україні. Вторинний еталони часу і частоти (ВЕЧЧ) функціонує з метою забезпечення передавання розмірів одиниць часу і частоти від ДПЕЧ України (ННЦ «Інститут метрології», м. Харків) до робочих еталонів і зразкових засобів вимірювань часу і частоти на території України, а також для забезпечення контролю і визначення метрологічних характеристик еталонних сигналів часу і частоти, що передаються по каналах зовнішніх звірень.

### Перевизначення еталона
На XXIV ГКМВ 17—21 жовтня 2011 року було ухвалено резолюцію, у якій, зокрема, запропоновано переглянути визначення основних одиниць Міжнародної системи та сформулювати їх в одноманітному виді. Пропоноване визначення секунди було еквівалентним попередньому.
XXV ГКМВ, що відбулась 2014 року, ухвалила рішення продовжити роботу з підготовки нової ревізії SI, зокрема, перевизначення секунди, і попередньо призначила завершити цю роботу до 2018 року, щоб замінити чинну систему одиниць оновленим варіантом на XXVI ГКМВ, яка планувалася того року.
У резолюції XXVI-ї ГКМВ визначення секунди не зазнало принципових змін і було сформульовано у виді, наведеному на початку.

## Високосна секунда
Високосна секунда, або секунда координації (англ. leap second) — це односекундна корекція, яка іноді застосовується до Всесвітнього координованого часу (UTC) для того, аби утримувати тривалість доби за цим часом близькою до середнього сонячного часу. Без такої корекції час, який визначається обертанням земної кулі, почне поступово відхилятися від атомного часу внаслідок нерегулярностей у швидкості обертання Землі. Відтоді, як така система корекції була застосована у 1972 році, станом на 2017 рік до Всесвітнього координованого часу було додано всього 27 високосних секунд. Останнє таке додавання відбулося 31 грудня 2016 року о 23:59:60 UTC, до цього — 30 червня 2015 року. Наступна високосна секунда, найбільш імовірно, буде додана додана не раніше 30 червня 2019 року.

## Кратні й частинні одиниці
З одиницею вимірювання «секунда», як правило, застосовуються лише частинні префікси SI (крім деци- і санти-). Для вимірювання більших інтервалів часу застосовують одиниці хвилина, година, доба, і т. д.
| Кратні                                                                                | Кратні       | Кратні     | Кратні     | Частинні | Частинні      | Частинні   | Частинні   |
| Величина                                                                              | Назва        | Позначення | Позначення | Величина | Назва         | Позначення | Позначення |
| ------------------------------------------------------------------------------------- | ------------ | ---------- | ---------- | -------- | ------------- | ---------- | ---------- |
| 101 с                                                                                 | декасекунда  | дас        | das        | 10−1 с   | децисекунда   | дс         | ds         |
| 102 с                                                                                 | гектосекунда | гс         | hs         | 10−2 с   | сантисекунда  | сс         | cs         |
| 103 с                                                                                 | кілосекунда  | кс         | ks         | 10−3 с   | мілісекунда   | мс         | ms         |
| 106 с                                                                                 | мегасекунда  | Мс         | Ms         | 10−6 с   | мікросекунда  | мкс        | µs         |
| 109 с                                                                                 | гігасекунда  | Гс         | Gs         | 10−9 с   | наносекунда   | нс         | ns         |
| 1012 с                                                                                | терасекунда  | Тс         | Ts         | 10−12 с  | пікосекунда   | пс         | ps         |
| 1015 с                                                                                | петасекунда  | Пс         | Ps         | 10−15 с  | фемтосекунда  | фс         | fs         |
| 1018 с                                                                                | ексасекунда  | Ес         | Es         | 10−18 с  | атосекунда    | ас         | as         |
| 1021 с                                                                                | зетасекунда  | Зс         | Zs         | 10−21 с  | зептосекунда  | зс         | zs         |
| 1024 с                                                                                | йотасекунда  | Йс         | Ys         | 10−24 с  | йоктосекунда  | йс         | ys         |
| 1027 с                                                                                | роннасекунда | Рс         | Rs         | 10−27 с  | ронтосекунда  | рс         | rs         |
| 1030 с                                                                                | кветасекунда | Квс        | Qs         | 10−30 с  | квектосекунда | квс        | qs         |
| застосовувати не рекомендовано не застосовуються або рідко застосовуються на практиці |              |            |            |          |               |            |            |

## Співвідношення з іншими одиницями вимірювання часу
1 секунда дорівнює:
- 1/60 хвилини;
- 1/3 600 години;
- 1/86 400 доби (МАС (англ. International Astronomical Union, IAU) система одиниць);
- 1/31 557 600 юліанського року (МАС система одиниць).

## Вимірювання секунд у побуті
Для вимірювання часових відрізків у секундах та частках секунди застосовують секундоміри.
Характерні відрізки часу, що вимірюються в секундах:
- пробігти 100 метрів — 10—11 секунд;
- виконати військову команду «підйом!» — 45 секунд;
- час, за який світло від Місяця досягає Землі — близько півтори секунди.

## Цікаві факти
- За одну секунду:

- світло подолає 299 792 458 м у вакуумі;
- на сітківку ока потрапить 550 трлн періодів світлової хвилі зеленого кольору;
- Земля долає по орбіті навколо Сонця 29 785,9 м;
- кристал кварцу, на якому працюють кварцові годинники, здійснює 32 768 коливань[джерело?];

- Одна секунда приблизно дорівнює 1 / 31 556 925,9747 частині 1900 тропічного року (часу між двома весняними рівноденнями).

## Секунда у фразеологізмах[27]
- В одну секунду — дуже швидко; миттю.
- Із секунди на секунду — найближчим часом, ось-ось.
- У цю (ту) секунду — відразу, зараз же.

## Виноски
1. ↑  6.5.2 // Quantities and units—Part 1: General — 1 — ISO, 2009. — P. 17. — 41 p.
2. ↑  Time and frequency: SI unit of time (second) — Міжнародне бюро мір і ваг.
3. ↑  Le Système international d’unités (SI) / The International System of Units (SI). — 9th edition. — BIPM, 2019. — P. 130-135. — ISBN 978-92-822-2272-0.
4. ↑  Климишин, І. А. Календар і хронологія. — 5-е видання, доповнене. — Івано-Франківськ: Гостинець.- 2002/ — 231 с.
5. ↑  Toomer, G. J. (1998). Ptolemy's Almagest. Princeton, New Jersey: Princeton University Press. с. 6—7, 23, 211—216. ISBN 978-0-691-00260-6.
6. ↑  David S. Landes, С.417-418.
7. ↑  Willsberger, Johann (1975). Clocks & watches. New York: Dial Press. ISBN 0-8037-4475-7. повноформатне фото: 4-та сторінка обкладинки, 3-тє зображення за порядком (сторінки і фото без нумерації).
8. ↑  Taqi al-Din [Архівовано 2 вересня 2014 у Wayback Machine.]// Encyclopaedia of the History of Science, Technology, and Medicine in Non-Western Cultures. — Kluwer Academic Publishers, 1995. — P.934-935. — ISBN 0-7923-4066-3
9. ↑  David S. Landes, С.105.
10. ↑  David S. Landes, С.104.
11. ↑  Стандартна гравітація — гравітація при якій прискорення вільного падіння є стандартним (9,80665 м/с²)
12. ↑  Jessica Chappell (1 жовтня 2001). The Long Case Clock: The Science and Engineering that Goes Into a Grandfather Clock. Illumin. 1 (0): 1. Архів оригіналу за 28 вересня 2018. Процитовано 1 жовтня 2017.
13. ↑  Секунда // Физическая энциклопедия / Гл. ред. А. М. Прохоров. — М. : Большая Российская энциклопедия, 1994. — Т. 4. — С. 484. — ISBN 5-85270-087-8.
14. ↑  Хронометр Гарісона за подорож з Англії на Ямайку відстав на 5 секунд. Для порівняння: цезієвий годинник відстає на 1 секунду за 316 000 років.
15. 1 2  ДСТУ 2870-94 Вимірювання часу та частоти. Терміни та визначення.
16. 1 2  Корсунь, О.А. (2009). Вимір часу: від давніх-давен до сучасності (PDF). Київ: Техніка. с. 65. ISBN 978-966-575-164-9.
17. ↑  
Official BIPM definition. BIPM. Архів оригіналу за 23 червня 2013. Процитовано 2 жовтня 2017.
18. ↑  
Unit of time (second). SI Brochure: The International System of Units (SI) (англ.). BIPM. Процитовано 2 жовтня 2017.
19. ↑  Час і частота [Архівовано 5 жовтня 2017 у Wayback Machine.] на сайті ННЦ «Інститут метрології»
20. ↑  Мухаровський М. Я. Вторинний еталон одиниць часу та частоти ДП «Укрметртестстандарт» до 2008 року [Архівовано 23 січня 2022 у Wayback Machine.] / М. Я. Мухаровський, О. А-Б. Ахмадов, С. О. Ахмадов, С. О. Бистрий, В. С. Писчиков // Вісник Інженерної академії України. — 2010. — Вип. 3-4. — С. 246—252.
21. 1 2  On the possible future revision of the International System of Units, the SI [Архівовано 4 березня 2012 у Wayback Machine.] Resolution 1 of the 24th meeting of the CGPM (2011)
22. ↑  The «explicit-constant» formulation [Архівовано 11 серпня 2014 у Wayback Machine.](англ.) на сайті Міжнародного бюро мір і ваг
23. ↑  On the future revision of the International System of Units, the SI. Resolution 1 of the 25th CGPM (2014) (англ.). BIPM. Архів оригіналу за 14 травня 2017. Процитовано 2015-10-9.
24. ↑  IERS Bulletin C Number 52 (англ.). IERS. 6 липня 2016. Архів оригіналу за 2 серпня 2017. Процитовано 5 жовтня 2017. [Архівовано 2017-08-02 у Wayback Machine.]
25. ↑  IERS Bulletin C Number 49 (англ.). IERS. 5 січня 2015. Архів оригіналу за 2 серпня 2017. Процитовано 5 жовтня 2017. [Архівовано 2017-08-02 у Wayback Machine.]
26. ↑  IERS Bulletin A - latest issue (англ.). IERS. Архів оригіналу за 20 вересня 2017. Процитовано 5 жовтня 2017. [Архівовано 2017-09-20 у Wayback Machine.]
27. ↑  Секунда // Словник української мови : в 11 т. — Київ : Наукова думка, 1970—1980.